# Język markiski
Język markiski (ʻEo ʻenana / ʻEo ʻenata) – język z grupy języków polinezyjskich z wielkiej rodziny austronezyjskiej, używany przez około 8 tys. rdzennych mieszkańców Wysp Markizów na Oceanie Spokojnym. Tworzy kontinuum dialektów, zwykle dzielone na dwie grupy: dialekty północnomarkiskie (używane na wyspach Ua Pu i Nuku Hiva) i południowomarkiskie (wyspy Hiva Oa, Tahuata i Fatu Hiva). Dialekt z wyspy Ua Huka ma charakter przejściowy (wykazuje cechy obu grup).
Większość użytkowników tego języka posługuje się także językiem francuskim.